# کامندر شپرد
کامندر شپرد (به انگلیسی: Commander Shepard) یک شخصیت قابل بازی در مجموعه بازی‌های ویدئویی تأثیر فراگیر اثر شرکت بایوور است. کامندر شپرد یک سرباز کهنه‌کار از نژاد انسان‌ها و شخصیت اصلی در بازی‌های تأثیر فراگیر ۱، تأثیر فراگیر ۲ و تأثیر فراگیر ۳ است که جنسیت، ظاهر، نام، قابلیت‌ها و تاریخچه خدمت او همه و همه قابل تنظیم و سفارشی کردن بوده، و این تغییرات در روند و داستان بازی تأثیر خواهند گذاشت. اگرچه با تغییر نام شخصیت، هیچ‌کس در جهان اثر جرمی بازیکن را با نام اولیه خطاب نمی‌کند و همیشه از نام خانوادگی شپرد استفاده می‌شود. شخصیت پیش فرض در ابتدای بازی با جنسیت مذکر، سربازی بازمانده به نام جان، و جنسیت مؤنث به نام جین، زاده‌زمین در اختیار بازیکن قرار می‌گیرد.
نام این شخصیت از فضانورد آمریکایی آلن شپارد گرفته شده‌است. او همچنین حضورهایی تک‌جلوه در دیگر عناوین شرکت الکترونیک آرتس و دیگر نسخه این سری یعنی تأثیر فراگیر: آندرومدا داشته‌است، اگرچه بایوور با توجه به اتمام و کامل بودن داستان شپرد دیگر قصد ندارد از این شخصیت در عناوین آینده تأثیر فراگیر استفاده کند. مارک میر نقش صداپیشه شخصیت مرد، و جنیفر هیل صداپیشه نقش زن شپرد را بر عهده دارد.

## زندگی‌نامه
شپرد زادهٔ ۱۱ آوریل ۲۱۵۴، فارغ‌التحصیل اتحادیه سیستم N7 و برنامهٔ نیروهای ویژه (با شماره خدمات ۲۸۲۶-ای‌سی-۵۹۲۳) که ابتدا به عنوان فرمانده سفینه فضایی اس‌اس‌وی نورمندی مشغول به خدمت بود. او بعدها اولین انسانی بود که به مأمورین ویژه شورای شهر سیتیدال به نام اسپکترس ملحق شد. در هنگام شروع بازی اثر جرمی، بازیکن در نهایت با توجه به گزینه‌های پیش فرض، یکی از سه زمینه شخصی را برای کامندر شپرد انتخاب می‌کند. این سه کلاس شامل: فضایی، مستعمره و زاده‌زمین هستند. در کلاس فضایی، پدر و مادر شپرد هردو در اتحاد نظامی به سر می‌بردند. دوران کودکی خود را در کشتی‌ها و ایستگاه‌ها از نقطه‌ای به نقطه دیگر سپری کرده و هرگز در یک مکان بیشتر از چندین سال توقف نداشته‌است. به دنبال راه پدر و مادر خود، در سن ۱۸ سالگی داوطلب خدمت سربازی می‌شود.
در کلاس مستعمره، بازیکن در مایندور، یکی از مستعمره‌های کوچک مرزی در آتیکان زاده و بزرگ شده‌است. وقتی ۱۶ ساله شد، برده‌ها به مایندور حمله کرده و خانواده و دوستان او را قتل و عام می‌کنند. او توسط یکی از نگهبانان اتحاد نجات پیدا می‌کند و چند سال بعد به عنوان سرباز ارتش داوطلب خدمت سربازی می‌شود. در کلاس زاده‌زمین، به عنوان یک یتیم در خیابان‌های مگاتروپلیس که زمین را احاطه کرده، بزرگ شده‌است. شپرد از زندگی که غرق در جرم و جنایت شده، با ملحق شدن به ارتش اتحادیه در سن ۱۸ سالگی فرار می‌کند. پس از انجام یکی از مراحل اولیه در تأثیر فراگیر ۱ (Therum یا Feros یا Noveria) ماموریت‌های جانبی مخصوص هر پیشینه باز می‌شوند (بازیکن بر اساس پیشنیه خود فقط به یکی از آن‌ها دسترسی خواهد داشت). این ماموریت‌ها برای پیشنیهٔ Spacer: Old, Unhappy, Far-Off Things برای پیشنیه Colonist: I Remember Me برای پیشینه Earthborn: Old Friends خواهند بود.